# ديفيد بروس (ملحن)
ديفيد بروس (بالإنجليزية: David Bruce)‏ هو ملحن بريطاني، ولد في 1970.

## وصلات خارجية
- ديفيد بروس على موقع ميوزك برينز (الإنجليزية)
- ديفيد بروس على موقع ديسكوغز (الإنجليزية)